# 方季韋
方季惟（英文：Amber Fang ，1967年3月11日—)，本名葉純華，1999年改名方季韋，臺灣女歌手，生於臺北市萬華老街，就讀龍山國中。從小隨師篤信佛教。高中即是學校風雲人物的方季惟在1988年出道即走紅歌壇。在娛樂圈她素有“軍中情人”之稱。
第一張唱片即以清新健康形象迅速走紅，成名作為藍與白發行的《悔》、《夜夜抱著歉意入眠》、《怨蒼天變了心》、《想你想到夢裡頭》早期歌聲以清甜為主。1990年加入新藝寶與王菲等歌手灌錄合輯。在1991年當紅時被香港向華勝相中潛力進軍香港，擔任周星馳電影《赌侠2之上海滩赌圣》(台灣版)女主角，同时演唱粤语版和国语版插曲。

## 經歷
有「永遠的軍中情人」之稱的方季惟，是繼鄧麗君以後最受歡迎的軍中情人、大眾情人女歌手，早年家境小康，出生臺北市萬華，從小熱愛運動且极具运动天赋的方季惟於高中在校時是國家曲棍球代表選手。

### 踏入歌壇初期（1986年－1988年）
高中時就是學校歌唱比賽常勝軍的方季惟，曾試音唱過台視八點檔電視劇主題曲。畢業後因具有美工特殊才藝，第一份工作是在藍與白唱片當文案處理人員，因外型亮麗被藍與白唱片相中試音而出片，以清新陽光的健康型玉女歌手，結果迅速竄紅並曾獲得由國防部在1993年舉辦的第一届軍中情人的冠軍。
方季惟有著傻大姐可愛的個性，雖然她是國家級運動員體格，但她的五官卻十分精緻標緻，也讓她成為學生與軍中的族群最愛的歌手。方季惟有多首膾炙人口的歌曲，被封為「軍中情人」、「夢中情人」。大陸歌迷稱她為「柔情歌手」。唱出許多膾炙人口的歌曲，作品也打進華視當年公信力高的指標節目《金曲龍虎榜》，故在華語流行樂壇佔有一定的地位。
第一部出道的戲劇是瓊瑤相中她，與當紅的演員秦漢、劉雪華合演的華視熱播連續劇《海鷗飛處彩雲飛》。

### 走红期（1988年－1993年）
1990年與新藝寶藝人Beyond、王菲共出合輯。
1991年是方季惟事業最巔峰時期，因修長亮麗的外型被定位為偶像玉女紅星，被知名電影人王晶指定演出周星馳電影《赌侠2之上海滩赌圣》女主角。方季惟當年度以女歌手之姿勇奪《民生報》金曲龍虎榜1991年度國語專輯年度總排行榜第9名，這是空前的紀錄也是方季惟賣得最好的一張唱片。
1992年人氣居高不下的方季惟更受邀登上北京CCTV元旦文藝晚會《祝福明天》演唱《兩個口袋》。
1992年正當方季惟演藝事業巔峰時被醫生診斷為甲狀腺濾泡癌初期需馬上動刀，所幸手術非常成功，是屬於5%的幸運者。
1993年身體狀況已經逐漸恢復後，於此年成立「緣起不滅」歌友會， 睽違一年半再度復出加盟金點唱片發行《海鷗飛呀飛》、《感情生活》、《簡單快樂》。

### 後期（1994年－1999年）
在1995年發完專輯後，因身體因素淡泊名利的她選擇淡出歌壇。
1996年受邀請參加第69屆奧斯卡，成为第一位走奧斯卡金像獎星光大道的華人女歌手。
虔誠信佛的方季韋發願在臺灣與中國大陸建立108座佛塔及幫助苦難人，2004年還專程到西藏青藏高原朝聖。
1999年將藝名改成方季"韋"  受韋陀護法的精神感動故將惟改為韋，也鼓勵自己勵精圖治的對佛法學習為一生的道路。
近年做志工與醫院陪伴服務大眾，並以養生事業及瑜伽為生活重心，偶爾出演校園及一些公益演唱，2005年復出後在大愛電視戲劇演出明月照紅塵。該戲劇創下當時段全台收視冠軍。
方季惟在當藝人其間，因有公司及助理打理一切， 讓她成為「生活小白」也從未曾隻身前往銀行開戶辦事，也不會開車，甚至不敢一人冒然接起電話等等。其後，慢慢透過訓練，她從不會到現在，已經可以獨當一面，自在簡單的去完成。

### 現階段（2000年－2023年）
2005年，接演大愛電視的劇場《明月照紅塵》，擔任女主角。
2006年，主演大愛劇場《生命圓舞曲》擔任女主角。
2011年，臺灣大陸馬來西亞當任嘉賓演出。
2011年，僑委會藝人聯合美加地區宣慰僑胞活動。
2011年，方季惟復出承諾歌迷籌備專輯。
2012年，方季惟新專輯情是太極已發行。演藝事業活躍臺灣、中國大陸，東南亞。
2012年12月29日，舉行 《真情最美演唱會》 ，與歌迷見面簽唱會。  
2013年，情是太極簽唱會 (台北、台中、台南與高雄)。
2013年3月11日，於上海新天地透明思考正式宣佈復出歌壇。
2013年4月15日，於北京銀杏府舉辦復出新專輯《情是太極》發佈記者會。
2018年7月6日，舉行 《時。 光的祝福演唱會》 。
2020年5月13日，由天下生活出版著作《歲月釀的檸檬紅茶：快樂小孩方季惟將時光化做美好祝福，寫給終將成為大人的你》一書。
2023年9月10日，舉行《2023軍中情人方季惟 35 週年個人演唱會》。

## 活動行程
方季惟2023年年度活動大回顧:
- 2023 年1月23日《關廟山西宫112年新春文化季》
- 2023 年2月5日《覺醒》開鏡儀式
- 2023年2月10日《那些年那些歌》
- 2023年2月17日《曉水珠心靈之旅《新竹光復高中》反毒 反霸凌 愛要即時《脫癮而出》電影放映巡迴欣賞會》
- 2023年3月3日《小姐不熙娣》
- 2023年3月11日《方季惟緣起不滅國際歌友會》生日會
- 2023年3月11日專訪
- 2023年3月17日《東森購物台》
- 2023年3月31日《東森購物台》
- 2023年5月20日 《2023屏東黑鮪魚文化觀光季黑鮪魚季台啤民歌之夜》
- 2023年6月5日專訪
- 2023年6月12日專訪《孫腫來了》
- 2023年6月16日《一袋女王》
- 2023年6月18日《石磊社區關懷老人會愛心活動》
- 2023年6月27日《東森購物台》
- 2023年7月20日《娛樂e世代》
- 2023年7月28日專訪
- 2023年8月5日《光傳E-LOVE公益演唱會》
- 2023年8月7日《小記者大明星》
- 2023年8月8日《2023軍中情人方季惟35週年個人演唱會》記者會
- 2023年8月16日《型男大主廚》
- 2023年8月16日新加坡電台963連線獨家專訪《下班ING》
- 2023年8月24日飛碟電台《夜光家族》
- 2023年9月1日《曉水珠心靈之旅14週年》
- 2023年9月2日《曉水珠心靈之旅14週年》
- 2023年9月4日《曉水珠心靈之旅14週年》
- 2023年9月5日《曉水珠心靈之旅14週年》
- 2023年9月5日《練團記者會》
- 2023年9月10日《2023軍中情人方季惟35週年個人演唱會》
- 2023年9月18日拍攝《沛優絲》廣告
- 2023年9月23日《往事值得回憶（國語老歌演唱會）》
- 2023年9月24日《曉水珠心靈之旅14週年》
- 2023年10月7日《2023桃園眷村文化節眷湧•雋永》
- 2023年10月14日《青春年華歡樂時光南投縣道安宣導民歌之夜》
- 2023年10月28日《曉水珠心靈之旅脫癮而出電影放映巡迴欣賞會反毒反霸凌反詐騙愛要即時》
- 2023年11月11日《星光綠洲民歌晚會》
- 2023年11月25日 公益電影《覺醒》記者會
- 2023年11月25日公益電影《覺醒》首映會
- 2023年11月26日《2023金色浪潮野Fun音樂節》
- 2023年11月30日《扶輪有愛民歌傳聲》
- 2023年12月6日彰化《覺醒》電影首映會記者會
- 2023年12月6日彰化《覺醒》電影首映會
- 2023年12月9日《國立台灣科技大學EDBA/EMBA 第十五屆慈善音樂會台科送暖傳愛無限》
- 2023年12月10日公益電影《覺醒》加演場
- 2023年12月12日《2023彰化歲末演唱會》宣傳會
- 2023年12月22日《脫癮而出電影放映巡迴欣賞會》
- 2023年12月23日《2023彰化歲末演唱會》

方季惟2022年年度活動大回顧:
- 2022 年1月25日專訪
- 2022年2月17日《2022年度公益演藝人元宵回嘉慈善公演》
- 2022 年3月9日《那些年那些歌》
- 2022 年3月10日專訪
- 2022 年5月23日專訪
- 2022 年5月24日專訪
- 2022 年6月2日專訪
- 2022 年6月21日《熟齡談心室》
- 2022 年8月13日《愛傳承關懷》演唱會
- 2022 年8月23日《人生調色盤》
- 2022 年8月27日《2022北投女巫魔法節星光女巫夜愛情魔法讚》
- 2022 年9月1日《陪伴老大人關懷弱勢群星聯合慶中秋》
- 2022 年9月4日《陪伴老大人關懷弱勢群星聯合慶中秋》
- 2022 年9月10日《愛傳承關懷》演唱會
- 2022 年9月11日《陪伴老大人關懷弱勢群星聯合慶中秋》
- 2022 年9月13日《日落日昇》（暫定）開鏡儀式
- 2022 年9月16日《BUNUN 19桃源爭雄》
- 2022 年9月19日《健康點點名》
- 2022 年9月21日《東森購物台》
- 2022年9月23日《我怕癡呆我不癡呆》心動音樂會
- 2022 年10月4日《曉水珠心靈之旅》公益反毒電影《脱癮而出》播放
- 2022 年10月22日《我的軍中情人演唱會》
- 2022 年10月28日《2022我為你歌唱愛在蘭陽公益演唱會》
- 2022 年10月29日《興大校慶103週年演唱會》
- 2022 年11月25日《陪伴老大人有愛伴你同行演唱會》
- 2022 年11月25日《選前之夜》
- 2022 年12月15日-19日《花甲少年趣旅行》
- 2022 年12月30日《鈞鈞週五夜》

方季惟2021年年度活動大回顧:
- 2021年1月14日《觀音對我笑》記者會
- 2021年2月-5月拍攝《觀音對我笑》
- 2021年3月6日提前慶生會
- 2021年3月22日《金曲星舞台》專訪
- 2021年5月份拍攝《中年男子》MV
- 2021年5月30日《觀音對我笑》片花直播首映會
- 2021年5月31日《觀音對我笑》播出
- 2021年6月份《大愛會客室》
- 2021年9月25日《憶曲來臺東》
- 2021年10月7日《先來一杯，我們再聊》專訪
- 2021年10月16日《2021吹南風曬音樂重提往事曬音樂》
- 2021年10月22日《曉水珠心靈之旅》演藝人員陪伴老大人關懷演唱會
- 2021年11月14日《曉水珠心靈之旅》活耀公益關懷弱勢演藝人員陪伴老大人關懷演唱會
- 2021年12月11日《2021新屋藝文之夜》
- 2021年12月16日《FACEBOOK LIVE》

方季惟2020年年度活動大回顧:
- 2020年1月1日廣西玉林市《HEY!與你重溫愛情的故事》
- 2020年1月7日MOMO 購物台
- 2020年1月14日 MOMO 購物台
- 2020年1月21日《喜從天降》電影首映記者會
- 2020年1月23日《喜從天降》全台上映
- 2020年1月26日《109年新春文化季》
- 2020年2月1日《過新年慶元宵》演唱會(新竹場)
- 2020年2月2日《過新年慶元宵》演唱會(台南場)
- 2020年2月2日《過新年慶元宵》演唱會(嘉義場)
- 2020年2月3日《過新年慶元宵》演唱會(埔裡場)
- 2020年2月8日  個人專訪
- 2020年3月7日 提前生日會
- 2020年3月31日《超級夜總會》
- 2020年4月15日《祝福された時間~祝福的時光》第一版發行
- 2020年4月24日《祝福された時間~祝福的時光》第二版發行
- 2020年4月24日《祝福された時間~祝福的時光》989好事聯播網
- 2020年4月25日《祝福された時間~祝福的時光》個人專訪
- 2020年4月27日《祝福された時間~祝福的時光》《超級同學會》
- 2020年4月30日《祝福された時間~祝福的時光》POP RADIO
- 2020年5月1日《祝福された時間~祝福的時光》《單身行不行》
- 2020年5月5日《祝福された時間~祝福的時光》《歲月釀的檸檬紅茶》中廣《娛樂e世代》
- 2020年5月7日《祝福された時間~祝福的時光》《歲月釀的檸檬紅茶》《新闻挖挖哇》
- 2020年5月11日《祝福された時間~祝福的時光》《歲月釀的檸檬紅茶》新加坡電台963連線專訪
- 2020年5月11日《祝福された時間~祝福的時光》《歲月釀的檸檬紅茶》馬來西亞連線專訪
- 2020年5月12日《樂來越好聽》
- 2020年5月13日《歲月釀的檸檬紅茶》發行
- 2020年5月13日《祝福された時間~祝福的時光》《歲月釀的檸檬紅茶》98新聞台《九八音樂風》專訪
- 2020年5月14日《祝福された時間~祝福的時光》《歲月釀的檸檬紅茶》HIT FM台北之音《活力DJ》專訪
- 2020年5月16日《祝福された時間~祝福的時光》《歲月釀的檸檬紅茶》中廣流行網《STAR DJ》專訪
- 2020年5月18日《祝福された時間~祝福的時光》《歲月釀的檸檬紅茶》中廣流行網《幸福好時光》專訪
- 2020年5月19日《祝福された時間~祝福的時光》《歲月釀的檸檬紅茶》中廣流行網《范瑞杰的異想世界》專訪
- 2020年5月19日《祝福された時間~祝福的時光》《歲月釀的檸檬紅茶》三立新聞網專訪
- 2020年5月20日《祝福された時間~祝福的時光》《歲月釀的檸檬紅茶》中廣流行網《midnight you and me》專訪
- 2020年5月21日《祝福された時間~祝福的時光》《歲月釀的檸檬紅茶》幸福電台《幸福有方》專訪
- 2020年5月25日《祝福された時間~祝福的時光》《歲月釀的檸檬紅茶》中廣流行網《綺麗世界》專訪
- 2020年5月26日《祝福された時間~祝福的時光》《歲月釀的檸檬紅茶》地球人請回答
- 2020年5月26日《祝福された時間~祝福的時光》《歲月釀的檸檬紅茶》POP RADIO《音樂咬耳朵  917包厢》專訪
- 2020年5月29日《祝福された時間~祝福的時光》《歲月釀的檸檬紅茶》CHEERS專訪
- 2020年5月31日《祝福された時間~祝福的時光》《歲月釀的檸檬紅茶》小明星大跟班
- 2020年6月2日《祝福された時間~祝福的時光》《歲月釀的檸檬紅茶》今天大小事
- 2020年6月2日《祝福された時間~祝福的時光》《歲月釀的檸檬紅茶》獨家專訪
- 2020年6月3日《祝福された時間~祝福的時光》《歲月釀的檸檬紅茶》震震有詞
- 2020年6月4日《祝福された時間~祝福的時光》《歲月釀的檸檬紅茶》獨家專訪
- 2020年6月4日《祝福された時間~祝福的時光》《歲月釀的檸檬紅茶》如虹音樂會
- 2020年6月5日《祝福された時間~祝福的時光》《歲月釀的檸檬紅茶》98新聞台《幸福號列車》
- 2020年6月6日《祝福された時間~祝福的時光》《歲月釀的檸檬紅茶》獨家專訪
- 2020年6月9日《祝福された時間~祝福的時光》《歲月釀的檸檬紅茶》獨家專訪
- 2020年6月10日《祝福された時間~祝福的時光》《歲月釀的檸檬紅茶》中廣流行網《蘭萱時間》
- 2020年6月11日《祝福された時間~祝福的時光》《歲月釀的檸檬紅茶》獨家專訪
- 2020年6月12日《祝福された時間~祝福的時光》《歲月釀的檸檬紅茶》佼心食堂
- 2020年6月12日《曉水珠心靈之旅陪伴慢飛與天使同歡演唱會》
- 2020年6月13日《曉水珠心靈之旅關懷弱勢聆聽陪伴老大人演唱會》
- 2020年6月14日《曉水珠心靈之旅關懷弱勢聆聽陪伴老大人演唱會》
- 2020年6月16日《祝福された時間~祝福的時光》《歲月釀的檸檬紅茶》命運好好玩
- 2020年6月18日《祝福された時間~祝福的時光》《歲月釀的檸檬紅茶》中廣流行網《媒事來哈拉》
- 2020年6月19日《祝福された時間~祝福的時光》《歲月釀的檸檬紅茶》醫師好辣
- 2020年6月21日《祝福された時間~祝福的時光》《歲月釀的檸檬紅茶》獨家專訪
- 2020年6月24日《祝福された時間~祝福的時光》《歲月釀的檸檬紅茶》《漢聲廣播電台》
- 2020年6月25日《祝福された時間~祝福的時光》《歲月釀的檸檬紅茶》《原民台》
- 2020年7月2日《祝福された時間~祝福的時光》《歲月釀的檸檬紅茶》我愛冰冰SHOW
- 2020年7月4日《歲月釀的檸檬紅茶》慶功簽書記者會
- 2020年7月8日《祝福された時間~祝福的時光》《歲月釀的檸檬紅茶》台灣亮起來
- 2020年7月9日《祝福された時間~祝福的時光》《歲月釀的檸檬紅茶》獨家專訪
- 2020年7月10日《祝福された時間~祝福的時光》《歲月釀的檸檬紅茶》平民巨星
- 2020年7月13日《祝福された時間~祝福的時光》《歲月釀的檸檬紅茶》茜問
- 2020年9月3日中天獨家專訪
- 2020年9月5日《那年我們一起聽的歌，擋泥板女神傳唱金曲》
- 2020年9月6日中天獨家專訪
- 2020年9月7日《曉水珠心靈之旅陪伴老大人慶重陽演唱會》
- 2020年9月22日抖音平台微戲劇《女生宿舍之一室三間》記者會
- 2020年10月12日《曉水珠心靈之旅反毒反霸凌盡孝要即時脫癮而出電影放映巡迴欣賞會》
- 2020年10月24日《悠揚金曲曬音樂》
- 2020年11月17日三立獨家專訪
- 2020年11月26日購物台
- 2020年11月27日華視獨家專訪
- 2020年12月5日購物台
- 2020年12月9日《戒指流浪記》記者會
- 2020年12月21日《國際花友會中華民國分會》

- 2019年1月10日《超級同學會》
- 2019年1月25日 MOMO 購物台
- 2019年1月30日《大三元》臺北首映會
- 2019年2月1日《大三元》上映
- 2019年2月14日《黃金年代》
- 2019年2月21日 東森購物台
- 2019年2月21日 MOMO 購物台
- 2019年2月25日《姐姐愛時尚 》
- 2019年3月7日 聚焦2.0高文音時間
- 2019年3月9日 方季惟提前慶生會
- 2019年3月13日 女人我最大
- 2019年3月17日《2018-19國際扶輪3462地區第2屆地區年會》
- 2019年3月27日《女人我最大》
- 2019年4月8日《我愛冰冰SHOW》
- 2019年4月23日《much金點秀》
- 2019年5月4日《2019臺北母娘文化季弘揚母愛音樂會》
- 2019年5月4日東森電視人物專訪
- 2019年6月9日《曉水珠心靈之旅》慈善活動
- 2019年8月13日《戒指流浪記》開鏡
- 2019年8月21日專訪
- 2019年9月3日專訪
- 2019年9月16日《曉水珠心靈之旅敬老崇孝九九重陽登高節》演唱會
- 2019年9月20日專訪
- 2019年9月23日《就愛瘋音樂》
- 2019年9月26日《2019高齡國際趨勢論壇VISION 2025匯流共生串接》
- 2019年10月12日《戒指流浪記》殺青酒
- 2019年10月16日MOMO購物台
- 2019年10月17日《我愛冰冰SHOW》中視50週年台慶特別節目
- 2019年10月22日《民歌/管弦樂團》慈善演唱會
- 2019年11月5日專訪
- 2019年11月13日《我美好》封面人物
- 2019年11月15日《曉水珠心靈之旅關懷老大人溫馨演唱會》
- 2019年11月20日《VVIP之夜》
- 2019年11月21日《VVIP之夜》
- 2019年11月29日《我愛冰冰SHOW》
- 2019年12月12日《much金點秀》
- 2019年12月14日《2019我為你歌唱絢麗年華演唱會》
- 2019年12月18日專訪
- 2019年12月18日聯合報 專訪
- 2019年12月18日自由時報 專訪
- 2019年12月18日中國時報 專訪
- 2019年12月21日《2020超級華人風雲大賞》

- 2018年1月8日《改變的起點》
- 2018年1月18日《金曲傳奇無與倫比同樂會》
- 2018年1月20日《阜陽網絡春晚》
- 2018年1月22日《金牌大健諜》
- 2018年1月27日《2018長春冰雪旅遊節‘冰雪長春•音樂蓮花’中國長春蓮花山迎新春音樂會》
- 2018年1月28日《威剛星際旺年會》
- 2018年3月10日北京《波碧水》
- 2018年3月23日電影《喜從天降》開鏡
- 2018年4月3日《綜藝菲常讚》
- 2018年4月15日《小明星大跟班》
- 2018年4月17日電影《喜從天降》殺青酒
- 2018年4月28日國立清華大學百人會校慶晚宴
- 2018年5月5日《台北母娘文化季弘揚母愛音樂會》
- 2018年5月20日佛光緣美術館《何崇輝捐贈作品展》開幕
- 2018年5月30日《女人我最大》
- 2018年5月31日《瘋神無雙》
- 2018年6月1日《醫師好辣》
- 2018年6月2日《2018懷念金曲音樂會》
- 2018年6月5日《綜藝大熱門》
- 2018年6月6日《小明星大跟班》
- 2018年6月8日《冰冰SHOW》
- 2018年6月12日《綜藝菲常讚》
- 2018年6月15日《POP Radio台北流行廣播電台》
- 2018年6月20日《歡樂智多星》
- 2018年6月27日《歌神請上車》
- 2018年7月3日《時.光的祝福發片記者會》
- 2018年7月6日《時.光的祝福》EP發行
- 2018年7月6日《時.光的祝福~方季惟演唱會》
- 2018年7月8日《四維裡蔣加偉裡長音樂紀念會》
- 2018年7月9日POP RADIO電臺訪問: 宣傳《時。 光的祝福》
- 2018年7月9日警廣電臺訪問: 宣傳《時。 光的祝福》
- 2018年7月10日中廣電臺訪問: 宣傳《時。 光的祝福》
- 2018年7月11日中廣電臺訪問: 宣傳《時。 光的祝福》
- 2018年7月11日《MOMO購物台》
- 2018年7月11日《命運好好玩》
- 2018年7月13日FIT FM電臺訪問: 宣傳《時。 光的祝福》
- 2018年7月16日NEWS 98電臺訪問: 宣傳《時。 光的祝福》
- 2018年7月16日FiFi 中國時報專訪
- 2018年7月17日中廣電臺訪問: 宣傳《時。 光的祝福》
- 2018年7月18日漢聲電臺訪問: 宣傳《時。 光的祝福》
- 2018年7月19日好事989電臺訪問: 宣傳《時。 光的祝福》
- 2018年7月20日中天電視台專訪
- 2018年7月23日正聲電臺訪問: 宣傳《時。 光的祝福》
- 2018年7月23日台北電臺訪問: 宣傳《時。 光的祝福》
- 2018年7月24日原住民族廣播電臺訪問: 宣傳《時。 光的祝福》
- 2018年7月25日三立新聞網專訪
- 2018年7月25日胡如虹專訪
- 2018年7月26日城市廣播網台北健康電臺訪問: 宣傳《時。 光的祝福》
- 2018年7月26日POP RADIO電臺訪問: 宣傳《時。 光的祝福》
- 2018年7月27日中廣電臺訪問: 宣傳《時。 光的祝福》
- 2018年7月29日敦南誠品《時。 光的祝福》簽唱會
- 2018年8月2日賀歲電影《大三元》記者會
- 2018年8月4日《2018城市小姐先生暨全球城市形象大使選拔大賽》
- 2018年8月4日《Dali Art民歌留聲演唱會》
- 2018年8月28日TVBS專訪
- 2018年8月28日《男神女神在身邊》
- 2018年9月5日《台北市立國樂團2018/2019樂季》記者會
- 2018年9月6日聯合報專訪
- 2018年9月8日《MOMO購物台》
- 2018年9月14日蘋果日報專訪
- 2018年9月15日《107年消防、義消及救難志工親子聯誼晚會》
- 2018年9月29日《行影如歌〜李行導演電影音樂會》
- 2018年9月30日《行影如歌〜李行導演電影音樂會》
- 2018年10月3日《大三元》殺青酒
- 2018年10月6日《曉水珠心靈之旅演唱會》
- 2018年10月9日《MOMO購物台》
- 2018年10月10日《重陽懷舊.金曲音樂會》
- 2018年10月13日北京《全球音樂榜上榜》
- 2018年10月18日《東森購物台》
- 2018年10月20日《超級夜總會》
- 2018年10月23日《MOMO購物台》
- 2018年10月27日《第28屆醫療奉獻獎》
- 2018年11月3日《創竹藝術季回味往日時光3》
- 2018年11月7日《金曲傳奇無與倫比同樂會》
- 2018年11月19日《羅麗芬上市紀念慶典》
- 2018年12月27日《女人我最大》
- 2018年12月29日《我把心遺落在1993》

- 2017年2月22日《年代電視》外拍
- 2017年3月1日拍摄電影《校花神經刀》
- 2017年3月3日年代新聞節目《聚焦2.0》
- 2017年3月5日《校花神經刀》殺青酒
- 2017年5月8日拍摄電影《兵荒馬亂的愛情》
- 2017年5月15日《兵荒馬亂的愛情》殺青酒
- 2017年6月30日三立電視臺專訪
- 2017年8月15日《正念的奇蹟》電影試片會
- 2017年9月7日聽咱的歌看咱的影
- 2017年9月11日醫師好辣
- 2017年10月4日冰冰SHOW
- 2017年10月20日個人專訪
- 2017年11月8日臺灣名人堂
- 2017年11月10日新加坡電臺專訪
- 2017年11月11日繽紛萬千在昇菘
- 2017年11月19日那些年的歌4
- 2017年12月14日重慶《美麗中國唱起来》
- 2017年12月15日MOMO購物台

- 2016年1月26日《中國金雞百花電影首屆國際微電影展映盛典》
- 2016年1月28日北京專訪
- 2016年1月28日拍攝《瑞麗伊人風尚》雜誌
- 2016年2月10日美國《美高梅國際娛樂集團猴年迎春慶祝晚會》
- 2016年2月14日美國《麥向未來大麥北美新春聯歡晚會》
- 2016年2月18日美國訪問+記者會
- 2016年2月20日美國《歡樂在元宵》演唱會
- 2016年3月23日《海絲天籟博鰲國際音樂論壇主題晚會》走紅毯
- 2016年3月24日《海絲天籟博鰲國際音樂論壇主題晚會》
- 2016年5月19日北京《天天把歌唱》
- 2016年6月25日北京《開門大吉》
- 2016年7月29日《在一起，就好》開鏡儀式
- 2016年9月4日LAMIGO開球儀式
- 2016年9月25日中國《佛塔設計藝術展覽會》
- 2016年10月17日《王牌雙饗炮》
- 2016年11月11日《在一起就好》首映會
- 2016年11月12日《全球中文音樂榜上榜》
- 2016年12月8日《大腦先生》
- 2016年12月13日跨國知名肌膚保養品台北的新店開幕
- 2016年12月14日《台灣大搜索》
- 2016年12月16日《FiFi’s Museum菲時尚美術館》開幕酒會
- 2016年12月30日上海《中華六大文化風華盛宴》
- 2016年12月31日2017《新年HIGH‧馬祖FLY》

- 2015年1月11日電影《同學會》在臺灣上映
- 2015年2月-3月拍攝《你又來聽我唱這首歌》
- 2015年4月21日《你又來聽我唱這首歌》福州演唱會
- 2015年5月6日《世紀巨星風華絕代演唱會》記者會
- 2015年5月24日拍摄電視劇《思慕的人》
- 2015年6月26日《麻辣同學會》
- 2015年6月27日《SS小燕之夜》
- 2015年7月4日《超級夜總會》
- 2015年7月5日《世紀巨星風華絕代演唱會》記者會
- 2015年7月6日《康熙来了》
- 2015年7月9日電視劇《思慕的人》首映會
- 2015年7月13日電視劇《思慕的人》首播收視第一慶功宴
- 2015年8月3日電臺訪問
- 2015年8月6日《世紀巨星風華絕代演唱會》記者會
- 2015年8月14-15日《世紀巨星風華絕代演唱會》
- 2015年9月15日電視劇《思慕的人》殺青
- 2015年9月17日電視劇《思慕的人》殺青酒
- 2015年10月11日《三星報喜》
- 2015年10月12日《別讓身體不開心》
- 2015年10月16日美國《美高梅國際酒店集團酬賓晚會》
- 2015年11月12日《海麗芬30年答謝盛典》
- 2015年11月20日《遠傳電信2015加盟暨經銷年會晚宴》
- 2015年11月28日《TOTAL SWISS 2015全球頒聘大會》
- 2015年12月1日《心中有愛關懷無限經典演唱會》
- 2015年12月2日《聽咱的歌看咱的影演唱會》

- 2014年1月1日《2014年新年音樂會愛的音樂寶盒》
- 2014年1月2日-7日 遠赴馬來西亞太平市拍攝電影《同學會》
- 2014年1月26日 江蘇《2014年春節聯歡晚會》
- 2014年2月22日《2014臺北燈節歡樂IN臺北》
- 2014年3月12日《東森購物台》
- 2014年3月22日《苗栗春香格里拉演唱會》
- 2014年4月8日`《綜藝大熱門》
- 2014年5月15日最新作品君子蘭單曲數位上線
- 2014年6月21日北京採訪
- 2014年6月25日《型男大主廚》
- 2014年7月1號廣西衛視《一聲所愛大地飛歌》
- 2014年7月7日《君子蘭》發行
- 2014年7月7日《飛揚調頻89.5》
- 2014年7月7日專訪
- 2014年7月7日《57啟示錄》
- 2014年7月26日《溪海憶往情深演唱會》
- 2014年8月2日北京《臺北愛情故事演唱會》
- 2014年8月21日-24日遠赴馬來西亞為電影《同學會》宣傳
- 2014年9月4日《同學會》在馬來西亞電影院上映
- 2014年9月5日寧波電臺訪問
- 2014年9月6日寧波《臺北愛情故事演唱會》
- 2014年9月7日上海《臺北愛情故事演唱會》
- 2014年9月8日上海《臺北愛情故事演唱會》
- 2014年9月20日南京《臺北愛情故事演唱會》
- 2014年10月10日南昌《臺北愛情故事演唱會》
- 2014年10月21日《綜藝大熱門》
- 2014年11月1日西寧《臺北愛情故事演唱會》
- 2014年11月13日重慶《臺北愛情故事演唱會》
- 2014年11月15日成都《臺北愛情故事演唱會》
- 2014年11月16日《TOTAL SWISS 全球頒聘大會》
- 2014年11月22日廣州《臺北愛情故事演唱會》
- 2014年11月23日深圳《臺北愛情故事演唱會》
- 2014年12月6日《那些年我們一起唱的歌》
- 2014年12月27日《永遠的美聲天籟金曲宴》
- 2014年12月28日嘉興《臺北愛情故事演唱會》
- 2014年12月31日《幸福金門神采飛羊》

### 慈善公益
- 1992年武漢綠蔭村孤兒院募款演唱會
- 建佛塔: 清海,五台山,台灣寺廟
- 醫院當志工

## 唱片

### 個人音樂作品
| #  | 專輯名稱                  | 發行日期      | 語 言 | 唱片公司                 | 曲 目 | 專輯介紹 |
| -- | ------------------------- | ------------- | ----- | ------------------------ | --- | --- |
| 1  | 昨日夢已遠                | 1987年3月     | 國語  | 金企鵝唱片               | 曲目 1. 昨日夢已遠 2. 我們還年輕 3. 沙泉 4. 虞美人 5. 昨日夢已遠(卡拉) 6. 寫在記憶裏 7. 飛翔吧 8. 送郎 9. 山外青山樓外樓 10. 寫在記憶裏(卡拉)                                                                        | 她是一個非常亮眼的女孩。 教人一眼看了不能忘記。 外型甜美,秀麗,身高170的她,有著北國女兒的爽朗、豪邁, 、兼具寶島姑娘的溫柔,善解人意。 個性及外向又內向,喜歡過自己的生活方式。 她念的是美工科,擅長美工設計、繪畫、美容化妝、唱歌、演戲。 同時也擅長打手球和曲棍球。 在校時,就曾當選曲棍球國手到香港比賽。 又曾當選過全亞洲模特兒第一名。 自去年畢業後,即幸運地參加了電影《失蹤人口》的演出。 從影是機緣,歌唱也是機緣。 其才華很快被唱片公司製作人發覺,開始即主唱台視連續劇《昨日夢已遠》主題曲,其專輯唱片中,尚有多首好聽的歌。 年僅19歲的她,在《昨日夢已遠》專輯唱片裡有深刻動人的詮釋她的多才多藝是藏不住的,註定要使她由平凡走向多彩多姿的燦麗世界,就像一朵潔白清麗的小花,無悔地展現于繁華的塵世。 |
| 2  | 海的女兒                  | 1988年5月     | 國語  | 藍白唱片                 | 曲目 1. 悔 2. 兩個口袋 3. 這樣的來這樣的去 4. 從沒有想過 5. 別以為我在說笑 6. 真愛 7. 不必恨 8. 將有那一天 9. 別忘記說愛我 10. 失望的表情                                                                            | “海的女兒”散發出清澄天然又親和的特殊氣息,成為銀河中最亮的一顆明珠。 |
| 3  | 心痛不再有                | 1988年12月    | 國語  | 藍白唱片                 | 曲目 1. 心痛不再有 2. 塵世舊夢 3. 沒有結局的遊戲 4. 我像個什麼 5. 陽光的金翅膀 6. 含淚的眼 7. 最後一葉 8. 孤單並不是唯一 9. 情愫 10. 今夜想你親親                                                                    | 《心痛不再有》方季惟作詞，成績斐然; 並奠定方季惟日後成功的基石。 |
| 4  | 一生只愛一次              | 1989年5月     | 國語  | 藍白唱片                 | 曲目 1. 一生只愛一次 2. 借過我的愛情 3. 紅塵一生 4. 原來這不是夢 5. 傷透我心 6. 將世界的心擁在一起 7. 讓我瀟灑的走 8. 等着你 9. 只要對我說愛我 10. 結束                                                              | 方季惟 走過仁愛國小的黃昏 喧嘩過後的操場 上有位紅著臉、揮著汗的女孩 她是這裡的常客...... 如果你看到她 你絕不會吝嗇! 你會和我們一樣 忘情的喊、盡情的拍 給她一個燦爛熱烈的鼓舞 她 --方季惟 挑風挑雨 愈是狂風大雨的日子 她愈是拼命! 從不停止! 她是年輕的- 她是好勝的- 她是倔強的- 一心一意只想超越自己! 你知道嗎?像她這種愛玩愛鬧的年紀 想要沉溺在掌聲和喝采中,原是很容易的 但她卻比以前更賣力 除了不斷自我訓練好 她還有一個風雨無阻的理由— 那是一個小女孩 她,只有六歲,一個原本天真爛漫的年齡 卻拖著一雙不良于行的腳 掙扎在生命的跑道上 為了站得更穩健,這過程好艱辛 但她不寂寞她的忘年之交--方姐姐,永遠! 和她在同一跑道上努力 這不是一部電影 是真實生活中隨處可遇的小故事 其實你,我都是其中的主角! 只是彼此的跑道不盡相同而已。 |
| 5  | 我的愛那麼容易受傷害      | 1989年11月    | 國語  | 藍白唱片                 | 曲目 1. 我的愛那麼容易受傷害 2. 我的唯一 3. 抓不住的心情 4. 不分色 5. 走過傷心 6. 你說 7. 叫我如何溫柔 8. 冷了我的心 9. 所有的夢都是你 10. 我的愛那麼容易受傷害（吉他彈唱）                                          | 有時候理由不用多，信念只要執著一個就能使人走過艱困的路程。方季惟就是這樣倔強地走過來。只因為一個信念「我不是漂亮寶貝，我是一個歌手！」她一直都明白，自己並非天生的歌者但她卻從不氣餒跑步、負重、勤練、揣摩詮釋、看書進修、加強寫作......這一路行來走的辛苦但步步踏實並且深烙。 回想這一切的甘苦冷暖，點點滴滴她都懂，更懂得收藏與珍惜。因為她說:「眼淚是留給自己抹的，笑才是最好的反擊!」 |
| 6  | 夜夜抱著歉意入眠          | 1990年5月     | 國語  | 藍白唱片                 | 曲目 1. 夜夜抱著歉意入眠 2. 不要這麼輕易說愛我 3. 換季 4. 除了愛你 5. 告訴我 6. 夢醒邊緣 7. 不要說你依然愛我如故 8. 陽光依然愛我 9. 開始與結束 10. 咒語                                                              | 我們一直都叫她小孩。小孩當然也會長大，你卻不易察覺。她把成長的煎熬藏在蛹中，安靜地進行，她希望讓你看見的是已經展翅的她；我們也的確看到了。 但是，我們仍喜愛叫她小孩，永遠。 因為你在人群之中，所以,她總在靠你最近的地方。 你很容易認出她，可能是她的笑容，或是那只形影不離的行軍背包。 那個在別人身上會顯得突兀的袋子，她背起來卻最自然不過。 你會毫不考慮地和她打招呼，因為你深信她會帶著笑向你問好。 也許，你還曾經和她一起搭過公車；你一點兒也不覺訝異。 你知道只要不趕時間，她寧願這樣晃蕩； 她還會和你盡情談天，像每天搭公車上下學的學生。 因此，你也一定知道，她總是固定到仁愛小學跑步； 而且她還有一群打躲避球的死黨， 小朋友叫她小孩。 你在電視上看到她，就像看見她本人一樣沒有距離。 而你所喜愛的，也不只是她的表演、她的聲音；還有她的赤子知心。 早就不是新人了，上節目還是因為過度謹慎而緊張， 因為每一次的表演，她都本著與第一次相同的心境與認真。 從小就愛玩泥巴，然後愛上手拉胚；在她的眼中，它們都是有生命的。 當她用專注的神情，看著陶土在不斷琢磨的過程中呈現的風貌， 仿佛也用心感受一種可以用手觸摸、掌握的成長， 而真正吸引她的，是蛻變之後，仍有著原始、朴淨的痕跡。 這樣的精神，正是她期許自我的歷練方式。 因此，你再一次看見的雖是懂事的、成長的方季惟， 卻也是一個永遠的小孩。 在方季惟眼中，你也是一個小孩。 你當然也有著自己憧憬的幻想與成長的方式； 也許你願意與她分享，也許你只想默默品嘗這帶澀的喜悅。 不論如何，讓她也看見你的成長，一如你看見她的。 讓我們再交急的一片小小心房上，也都是永遠的小孩。 |
| 7  | 愛情的故事                | 1990年12月    | 國語  | 藍白唱片                 | 曲目 1. 愛情的故事 2. 別說你不懂 3. 我只是一個音樂人 4. 從生下來的那一天 5. 同樣的錯 6. 是不是愛情已走到盡頭 7. 今夜不適合思想 8. 傷心如我 9. 他他他 10. 我的故事你在聽嗎                                            | 重新再拿起吉他, 手上的繭就從彈吉他的指頭結起; 開始的時候感覺特別痛, 久了,又仿佛覆上一層保護, 漸漸地失去感覺。 一直以來,她都很認真,很努力地生活, 像是握著一把刀,用力在心頭上刻下印記, 很鮮明,很疼,卻不一定有人知道。 常感覺自己是獨立「一國」的, 像個學走路的孩子,靠著摸索顛僕成長, 學習屬於自己的思想語言與邏輯, 懂得幻想與期待未來,而不沉溺過往辛酸; 所以,從來沒有人真正去看她的心。 她的笑容太亮,太燦爛, 很容易掩蓋內心的幽暗, 而她也早已習慣這樣去面對人生。 她曾經收到這樣的歌有來信, 提到一度想結束生命,最後當然沒有成功。 愛情的挫敗給人毀滅的絕望! 她只是單純地想: 既然有勇氣放棄,怎麼沒有勇氣繼續活下去? 或許,真的沒有什麼堅強與脆弱, 即使有更多的生活勇氣與坦然, 在愛情的故事中,總會有人心碎。 不要對我說你外表的堅強, 也不要探問我內心的脆弱, 愛情的故事總會有人心碎。 |
| 8  | 怨蒼天變了心              | 1991年8月     | 國語  | 藍白唱片                 | 曲目 1. 怨蒼天變了心 2. 不明白的相遇 3. 戒了愛你 4. 你忘了跟我說分手 5. 深愛著你My Love 6. 只有清醒才懂得哭 7. 最在乎的人最在乎的事 8. 留下或離開 9. 時間不夠嗎? 10. 孤獨的飄零                                      | 她 從小就怕高， 怕長得太高和站在太高的地方； 但是，從小就長得比別人高。 於是，在人群之中很容易就被看見， 使得她有些不安， 也使得她更小心翼翼，努力做好自己。 走一條路，只想好好地走， 路上的石頭自己默默把它搬走； 誰知越走越高，越走越陡...... 站在高處，有人欽羨， 站在高處，不免成為目標； 不要以她的外表來計算她可以承受的心， 也不要對她有太多的苛責和不公平， 沮喪的時候，曾想就這麼縱身一躍 ----- 然而,也因為站在高處,使她視線更廣,胸襟更開闊;在受傷的同時,也學會了如何療傷。 第一次坐飛機, 是無法形容的興奮和恐懼, 想著自己處在這麼高的雲層上, 是怎樣也放不下心。 現在,飛機竟成為她主要交通工具之一, 臺灣、星馬、香港...宣傳、 演唱、拍戲...... 忙碌的生活,讓她養成上飛機就想睡覺的習慣; 許多事,習慣了,就好。 每個人一生之中,總有一段最美麗的過程, 她很慶幸在這個階段與你相遇, 把最真心得一面呈現給你, 也只願你記得這一段...... 至於內心,至於未來,還是留給自己去面對。 戲殺青了。站在鏡子前看著自己,黑了、瘦了、累了...... 有點認不出自己; 有時候,認不出自己的感覺很好, 好像換一個人似的。 塗鴉、唱歌、寫詞、拍攝影輯、出書、演戲...... 三年來,不停嘗試各種角色; 臺灣、星馬、大陸、澳洲、印尼、日本...... 三年來,足跡愈踏愈多。 這樣的生活,是以往所不敢想像的, 而現在卻夢也似的發生了, 可不可以,容許我說說內心的感謝? 感謝永遠信任、支援我的家人; 感謝藍白這個使我成長的環境; 感謝在我陷入情緒低潮,而仍不斷給予鼓勵的朋友...... 生活,無法像戲一樣殺青, 也無法去拒演每一場不適合自己的戲, 我試著學習愈來愈堅強, 就算哭了,也不讓人看見。 |
| 9  | 恨在今天再相遇            | 1991年8月     | 廣東  | 藍白唱片                 | 曲目 1. 恨在今天再相遇 2. 明明 3. 忘記心事 4. 無奈的愛 5. 深深愛你My Love 6. 你從不理會我 7. 是否該分手 8. 四季都是秋 9. 你再不要離棄我 10. 孤獨的飄零                                                               | 愛上以後,便仿佛陷入一種掙脫不開的夢境， 想看清,卻害怕真相；想跳開,卻沒有勇氣， 只有讓自己一次又一次地沉溺下去...... 清醒的時候，獨自去分析感情， 才發現淚已盈眶。 |
| 10 | 想你想到夢裡頭            | 1992年1月     | 國語  | 藍白唱片                 | 曲目 1. 想你想到夢裡頭 2. 漂鳥 3. 傷心街口 4. 如果真的這樣走 5. 出口 6. 給我一個電話 7. 我不能忘記你好像你忘記我一樣快 8. 離開你是我寂寞的開始 9. 情話 10. 拜訪你的心情                                              | 還好，有方季惟。 當生活被註定要越過越複雜， 快樂於是便成一件太難的事。 雖然清楚地知道：簡單，才容易滿足； 但是，知道歸知道。 曾經嚮往那種單純只是笑、單純只是快樂的心，卻怎麼也找不回來了...... 開始對人失望、對自己沮喪的同時，看見了她；心想：還好，有方季惟。 她的確爭氣， 不僅交出令人滿意的歌唱成績單， 並拍電影，創下票房的新紀錄。 雖然，我們從未把她和所謂的“明星”聯想在一起， 如今，她的表現，使我們不得不對“明星”重新定義。 明星，不再是遙不可及，反而靠得最近； 不再是炫人的光，而是燦爛的笑。 於是，我們很驕傲地說： 還好，有方季惟。 很少人，在掙得一番成就以後 還懂得努力成長，願意大膽嘗試。 仿佛只要能維持現狀，就好！ 然而在她的身上，我們看到更多淬煉的痕跡； 最明顯的，便是在這張專輯中， 她演唱了屬於重金屬的“出口”和節奏強烈的“給我一個電話” 當初，我們真的沒有太大的把握， 因為這樣的音樂，在國內很少見， 更別說是如何揣摩與詮釋了； 但是，我們堅信，她做到了， 真的，還好，有方季惟。 不太記得從何時開始的， 大家總是稱她“夢中情人”， 雖然她是如此活生生地靠近我們的心； 但是,如果夢裡真的還有一些空間， 我們也都願意留給她， 就像她的歌—“想你想到夢裡頭”， 在夢裡，我們仍有相同的感受， 還好，有方季惟。 從來沒想到，會如此靠近一顆星(心) …… |
| 11 | 把我的真心留給你          | 1992年8月     | 國語  | 藍白唱片                 | 曲目 1. 話題 2. 善待我的溫柔 3. 不再擁有 4. 流浪的心 5. 沒有玫瑰的日子 6. 把我的真心留給你 7. 像你這樣的人 8. 無色的臉 9. 這樣的夢 10. 愛戀                                                                          | 把我的真心留給你， 你決定把他放在哪裡 習慣，是一件多麼可怕的事； 總覺得你一直還是我們的， 要為你擔心，要為你安排現在，要為你計畫未來...... 要害怕不在你身邊，會不會照顧自己？ 也曾有人相勸， 再找個值得的人，把真心給他， 就像當年，對你一樣。 但是，真的好難！ 譬如重新去開始適應一段新的感情， 從認識、瞭解、認同到值得去愛， 除了真心，更重要的是時間與心力， 還有--年華。 若非你把21~26歲最寶貴的青春給了我們， 若非你的年輕、美麗， 以及我們予你的真心、智慧， 又怎會有這璀璨亮麗的5年? 於是，我們不禁要懷疑， 還有什麼是我們所不曾給你的？ 還有誰可以比我們更瞭解你的？ 還有什麼事是我們不可能去成就的？ 如果說：付出也是一種獲得。 我們真的要感謝你， 曾經，讓我們有一個疼愛你的機會， 像呵護一個急於探索世事的小孩子； 而你，也的確比別家的孩子更爭氣。 然而，孩子總要長大的, 要離開家，要去體會更多更艱辛的成長。 心中或許不舍，卻又能夠奈何？ 把我的真心留給你， 陪你度過往後，無法預知的青春； 與你奔向未來或仍光明的前程。 毋需用什麼來還我， 只希望你好好走。 |
| 12 | 典藏版1                   | 1992年12月    | 國語  | 藍白唱片                 | 曲目 1. 怨蒼天變了心 2. 我的愛那麼容易受傷害 3. 愛情的故事 4. 含淚的眼 5. 將世界的心擁在一起 6. 悔 7. 一生只愛一次 8. 借過我的愛情 9. 心痛不再有 10. 夜夜抱著歉意入眠 11. 我的愛那麼容易受傷害                       | |
| 13 | 典藏版2                   | 1992年12月    | 國語  | 藍白唱片                 | 曲目 1. 想你想到夢裡頭 2. 如果真的這樣走 3. 不明白的相遇 4. 時間不夠嗎? 5. 這樣的來，這樣的去 6. 你說 7. 是不是愛情已走到盡頭 8. 兩個口袋 9. 傷透我心 10. 恨在今天再相遇                                             | |
| 14 | 海鷗飛呀飛                | 1993年6月     | 國語  | 金點唱片                 | 曲目 1. 海鷗飛呀飛 2. 心星 3. 需要你 4. 整個夏天像冬夜 5. 老人與小孩 6. 他說把我忘了吧 7. 你在天涯我在人海 8. 一生交給愛情 9. 我知道過了就過了 10. 我會好好照顧自己                                                  | 如果 你也有過一段漫長且不著陸的飛行 那麼 你或許可以明瞭這樣的心情 雖然累了 仍必需不停鼓勵翅膀 有些倦了 在局限的空間裡反復盤旋 飛翔在一定的高度上 總是讓人羡慕 但是 卻不免要但躭心害怕 不能停止呵 更無法歇息呵 停下來 就怕很難再往上飛 再向前行 然而 心情是敏感的 有些心事總是飛不出去 逐漸在胸口鬱結成傷痕 永永遠遠無法海闊天空 於是 有了這樣的念頭 換一片天空展翔 只為可以看得更遠 換一種姿勢飛行 只為可以飛得更高 在更遼闊的天地 懷更寬廣的胸襟 或許 悲喜哀樂仍無法避免 同樣的對錯還重複上演 至少 可以用一種最美麗的方式 繼續呼吸 繼續前進 如果往事會說話，多麼希望他說:把我忘了吧! 或許， 真的沒有什麼所謂的成長與改變； 對於所有給予過我的人、事、物， 不論是愛護、鼓勵、甚至傷害。。。。。。 都該說聲謝謝吧！？ 當然， 在經過的一年多以來， 難免讓愛我的人躭心， 我想，也無需再說抱歉之類的話， 承諾自己，更承諾大家------------------- 我會好好照顧自己 |
| 15 | 感情生活                  | 1994年6月     | 國語  | 金點唱片                 | 曲目 1. 直到永遠 2. 除了你誰都不愛 3. 松山離別機場 4. 當愛不再有幻想 5. 像我這樣的人 6. 放心給你 7. 愛吻過的傷痕 8. 只要你知道就好 9. 有你就會不一樣 10. 我總是先想到你                                              | 只是一個尋常世間女子。 我們習慣把她喚作“小孩”。 除了那一雙天真無邪的大眼睛之外， 從小就養成認真聽別人說話的她， 認真的態度，相信別人的程度。 真的是“小孩”。 只是，在這麼多年以後， 小孩是不是還適合叫做“小孩”？ 小孩可不可長大。 It當然會成長而變成“SHE”。 只是一個尋常世間女子。 這麼多年來，方季惟唱了不少情歌， 然而屬於她自己的感情生活卻很少提及。 這麼多年了。 這麼多年了， 其實方季惟也曾經為了那樣的眼神而情生意動過， 只是習慣宿命的她，不僅從來未去追求，更不懂如何把握， 未曾伸手，就先側身讓它過。 一擡眼，只有兩地揮手。 然而，她，可安于宿命。 就邁入第七個年頭。 進入歌壇，方季惟已經走過六年春秋。 欣見她的成長與成熟。 換個髮型，可以擁有不同的心情， 換套服裝，真的感受會不一樣。 小孩小孩，終於，等到了她蛻變成為尋常女子， 有情有愛，多一點笑，同時也多了一點淚。 多了感覺。 |
| 16 | 簡單快樂                  | 1995年3月     | 國語  | 金點唱片                 | 曲目 1. 認輸（宿命版） 2. 該走了吧 3. 愛苦情深 4. 徘徊 5. 認輸（知情版） 6. 心軟 7. 不哭的人最苦 8. 窗 9. 忍痛 10. 簡單快樂                                                                                          | 框 習慣把懸而不下的心事,交給時間去淡忘,這是從前和自己妥協的方法。 其實回想起來,過去的自己留給現在的自己,除了一些只能供憑弔的回憶,盡是害怕再碰觸地問題。 時間過濾不了的憂傷,只會慢慢變成心中的一個框;現在的自己妥協了,明天的自己就更辛苦!人生殊多風雨,一路走來不免處處心防,感情的框,信心的框。。。。。 如果不坦然面對,如何能破框而出,展翅飛翔? 認輸 我把自己重新想了一遍。 這七年,真實的有點虛幻,像我這樣,對人生,對感情,潛在一種悲觀想法的人,最怕突如其來的事,可是這樣的工作,這樣的環境,過著非這個圈子模式的生活,就會變成奇怪的異數。 我知道,自己沒有辯才無礙的本事,最怕誠意反描成蓄意,於是躲,退,沉默,承受。。。。。。 關住自己,避開問題,天真的以為時間會澄清一切,後來才發現,自己已被一個又一個無形的框困住了。 星座書上說,屬羊的雙魚座會有三年的低落期,我笑笑,該信?還是不信?前些日子,為了讓別人認為自己過得很好,強裝堅強,忍隱淚水,可是我輸給了自己,因為,我不快樂。 愈是想奮力去抵抗,就愈陷在痛苦的輪回中。 直到有了這個想法------我,認輸了; 這讓我找到另一條走下去的路。 我歸結出所遭遇的難題,其實都來自于自己給自己的壓力和束縛。 "夢中情人","軍中情人"的頭銜,我不爭了,讓他隨緣;是是非非的真相,我不爭了,讓他隨緣;關於感情的事,我不爭了,更讓他隨緣。。。。。。 我深信:認輸不一定是輸,反而是一種覺悟和勇氣。 我把自己重新想了一遍,也誠實地讓你對我多一點瞭解。 |
| 17 | 伴娘                      | 2012年5月20日 | 閩南  | 禾廣娛樂                 | 曲目 DVD 1. 伴娘(祝福版CF) 2. 伴娘(花語版CF) 3. 伴娘(幸福版) 4. 伴娘(婚禮版) 5. 伴娘(90秒菁華版) 6. 伴娘(完整版) 7. 伴娘(卡拉OK) 8. 伴娘珍藏花絮影片                                                                 | 方季韋闊別歌壇17年，為歌迷持續不斷的關心和鼓勵，再度復出獻聲錄製新歌，不但首度挑戰閩南語歌曲，而且還是一首滿滿祝福天下有情人的婚禮歌「伴娘」，喜悅太多、祝福滿溢，當這支動用伴郎伴娘、新郎新娘及父母、4個花童、20位「臉粉」臨時演員來扮親友團的MV在拍攝時，現場早就宛如一場真實婚禮，充滿歡樂氣息，所以整個製作團隊決定以實體的影音DVD方式上市，而不是數位單曲在音樂網站上架。「伴娘」婚禮DVD不但是方季韋獻給好久不見的歌迷們一份驚喜，也是代表「大家都在替你歡喜」，向天下有情人獻上最豐沛生動的祝福，祝福生命旅途，多了更多顆分享喜憂哀樂的心！ |
| 18 | 情是太極                  | 2012年12月5日 | 國語  | 禾廣娛樂                 | 曲目 CD 1. 情是太極 2. 順走天星(閩南語) 3. 想你想到夢裡頭 4. 伴娘(閩南語) 5. 隔海相望 (與李天華合唱) 6. 情是太極(伴唱) DVD 1. 情是太極 MV 2. 情是太極 ( MV伴唱 ) 3. 情是太極 ( 28秒廣告 ) 4. 潘靖 / 太極九式養生功法 | 情是太極 sky is the limit 是方季惟以東方哲學的太極思路,來呈現對情感的新專輯, 從1988年出道,第一張唱片就走紅,並蟬聯四屆軍中情人冠軍, 在似錦如花的那一年身體出現狀況,被唱片公司當為炒作的議題, 使諸多歌迷與媒體認為其利用健康炒新聞,紛紛擾擾的人生開始, 留下有口難言的無可奈何,之後她沉默潛心修行這一次出現。 "情是太極"給大家的不只是歌聲、 更多的是對生命厚積薄發後對有情眾生的情、 呈現屬於"方季惟式的情歌"、 詞語澹然卻意境深刻、 初始是方季惟的媽媽因父親的往生、 心情陷入低潮、 她為陪她媽媽走出悲傷、 而來練太極、 練的過程中方媽媽的心情放鬆解開、 讓她覺得不可思議、 太極老師潘靖常表達一切並不是那一招一式約定俗成的套路、 而是太極是深藏人文的意味、 像唐詩像宋詩像一首情詩。所以與潘靖合詞，方季惟她以個人流行歌曲歌手身份來表達發乎人文有情眾生的一種精神，如歌詞裡"情是太極、 相互依偎卻又黑白分明、 我因為你、 才能那麼清楚看見自己"歌詞澹然中卻有一股渾厚內勁的穿透力 ！ 第二首的情是方季惟要唱給爸爸的,「順走天星」是閩南語, 爸爸的往生是方季惟最不舍的分離, 方季惟希望爸爸在這一生最重要的告別能好走,所以她的眼淚沒有掉落, 她對父親最深的不舍,化為歌曲淡淡的唱出祝福,借席慕容的詩, 「把含淚的三百篇詩,寫在雲淡風輕的天上」。 第三首情是想你想到夢裡頭,重新再唱那已是方季惟在時間中沉澱後的成熟, 不是避開車馬喧囂,而是在心中修籬種菊,情意澹了,心意深了,一轉身, 人生風風雨雨都變的風和日麗笑顏逐開。 第四首伴娘,祝願天下有情人成雙成對之終成眷屬,是祝福大家幸福的情歌。 第五首與東北漢子李天華合唱的隔海相望 有一個聲音,一旦進入心底從此韻味悠長,有一種情感, 在生命裡有一面之緣的一回顧,卻使人朝思暮想間, 在李天華東北人的遼闊豪邁,搭配方季惟溫柔婉約的聲音, 創造出一種山長水闊卻一往情深的情。 此次專輯中特別另外收入一張「情是太極」的MV, 是請當年拍攝「海鷗飛呀飛」的MV導演陳怡君親自操刀,相隔十九年, 他希望方季惟以一種近乎接近裸妝不上假睫毛來呈現一種極簡美學的乾淨, 在陳導的鏡頭下,落在最恰當的地方,拍攝到全新的方季惟, 重新找到對「情是太極」視覺上的新意境, 在MV中同時請到兩屆世界盃陳式太極拳冠軍著名的的太極名家潘靖sky 在此歌中表露她功夫底子的深厚,精湛的太極武藝 , 這是在一般流行歌曲中 沒有見過這樣的 組合, 詞曲旋律的特別 絕對讓人耳與目之間全新享受,流行歌曲, 古典情意,情是太極sky is the limit |
| 19 | 君子蘭                    | 2014年7月     | 國語  | 洹國際文化股份有限公司   | 曲目 CD 1. 君子蘭 2. 君子蘭（伴唱版） DVD 1. 君子蘭 2. 五步拳教學 3. 陳式太極拳示範 | 君子精神，翩翩而至－方季惟2014年攜新作《君子蘭》 2013方季惟二部曲－人文情懷 2013年 的方季惟攜帶著新專輯《情是太極》為推廣太極文化而復出歌壇，將流行歌曲融入太極思維所寫出來的人之意境，回想那一年事業正值高峰時期的方季惟，悠然轉身的淡出歌壇，從此一往情深的致力於慈善公益事業裡。在多年後，因為對人篤厚深情所自然流露人文情思的發想，她找到自己出場亮相的內容主題，所以2013年重新站在舞臺上推廣太極文化。 2014年方季惟二部曲－君子精神 《君子蘭》是延續《情是太極》的人文情懷。從太極文化到君子精神，完整呈現“天行健，君子以自強不息；地勢坤，君子以厚德載物”的生命態度，象徵君子精神的君 子蘭，正如君子蘭的花語「君子謙謙，溫和有禮，有才而不驕，得志而不傲，居於谷而不卑」這是一種鬧中取靜的君子力量，在這繁華紅塵中找到安定自己的心。 而由方季惟這樣行善特質的藝人，正是能唱出君子蘭的精神，因為她單純含蓄、開朗陽光的性格、堅強韌性的高貴品格，更在她人生經歷所凝練深厚的過程中總是不卑不亢，正如君子蘭的歌詞里彷佛一切為她特質所描述…… 在單純時光中的漫漫無邊 獨自卻從未寂寞的君子蘭 面向燦爛 獨自卻從未寂寞的君子蘭 一直勇敢…………。 君子的力量是隱而不顯，是顯而不露，於外，讓人斐然可觀，在內，心歸於和諧。在這新時代的時空下，接著每個世代的生命故事，太極文化悠長人文韻味，在胸中迴腸盪氣，同與君子精神相濡以沫，從而雜糅出的生命熱情。 |
| 20 | 時。光的祝福              | 2018年7月6日  | 國語  | 華納國際音樂股份有限公司 | 曲目 CD 1. 時光慢些走 2. 雨夜花 3. 光的祝福 DVD 1. 時光慢些走 2. 雨夜花 3. 光的祝福 | 方季惟 第 3 張個人小專輯 時。光的祝福 Omnipresent Blessing 2018/07/06 散發光芒 隨著時光慢行 生命因緣際會的經歷轉變 這是她 現在的她 依舊不變的真實笑容，發自內心的純真元氣。多的是淬鍊過後的喜悅心。長年潛佛自修的她，近年來隨著身邊人事物的緣起緣滅，她學會了與人之間的珍惜與祝福。從她近期發行的音樂作品到 2018 年最新發行的第 3 張個人小專輯『時。光的祝福』就可明白她從繁華紅塵中找到屬於自己的自在心，找到屬於自己的音樂路。 關於方季惟第 3 張個人小專輯 『時。光的祝福』 時光漫.慢 來自她的音樂味道 會有一種祝福，像是光般的透亮。無遠弗屆的沁入你喧鬧的心，讓你感到微笑的靜謐 …… 收錄三首愛與力量結合的溫心歌曲： 1.「時光慢些走」 心境的旅程，旅行的驛站。對有緣相遇，或是過站不停的人事物都給予溫暖安定的力量。 2.「雨夜花」 一首唱給媽媽聽的歌，傳遞對愛的人心中最深的思念。 3.「光的祝福」 古梵文的祝福語。如光般透澈，最單純最永恆的祝福心。 近年，歷經了最愛的媽媽辭世，方季惟更加體悟到從媽媽身上學會的堅毅及初心無私的愛。她從內心深深想要將生命中領悟到的小愛轉化成更能帶給大家祝福心的大愛。她選擇用她的音樂味道來傳遞這份跨越人與人之間藩籬的零距離幸福。 這張 EP 專輯籌備一年多，當時初心的發想就是想以偉大無私的愛為出發。「時光慢些走」這首歌，她特別多次與作詞者溝通，還親自參與修正，就是想將她內心深處像是在對天上的媽媽說話一樣的祝福心化為詞意，也希望詞的意境中融入媽媽幻化的影子。當她看到完整歌詞的那一刻，內心的喜悅感動，是言語無法形容的。所以當她進錄音室唱出這首歌時，心是溫暖的，沒有淚水，只想輕輕地用音樂告訴媽媽：我很好。媽媽，你也要跟著我祝福的光前進，祝福媽媽。 原本此張小專輯是想 5 月溫馨母親月推出，表達對全世界媽媽的祝福。但是又覺這份祝福不應侷限在自己的想像空間，應該將此祝福的光散發給更多需要被祝福的大地萬物。所以就決定順心而為到此刻才發行。 在拍攝 EP 專輯照片時，方季惟是用最輕鬆自在的心境到現場，當她一踏入攝影棚，新銳攝影師看到素顏卻容光煥發的她，又加上窗外正好打進一道和煦的陽光，立刻捕捉這瞬間光的祝福的美好。所以小專輯中的某張照片是她最純淨簡單的素顏及充滿燦爛的微笑。也正好符合到她想要單純自在心的味道。而為了封面視覺能配合專輯名稱：『時。光的祝福』，在封面照片上特別設計了光與人的融合。為了呈現這感覺，攝影師費盡苦心，360 度實驗打光，才找出這最完美的光感及角度。真切地呈現了『時。光的祝福』的境界。 「時光慢些走」MV 的拍攝發想，除了對媽媽的思念，另要呈現的視覺是讓你感受到洗滌心靈般的靜與美。方季惟有感於現在人遇到障礙都會恐慌無助，所以他想藉由自己 MV的精神，帶著祝福心幫助大家釋壓，安定自己的身心靈。她特別邀請了因拍攝大愛劇場而結緣，專門拍攝紀錄片的導演。因為她相信拍攝紀錄片導演的在處理影像及內容上心思更加細膩。因為多份信任，讓她能夠完全放開心胸交給導演來幫她完成 MV 影像的部分。方季惟將整張專輯初心祝福的概念完整告知導演，長期掌舵情感紀錄片的導演準確抓住方季惟要的感覺訂立拍攝內容及方向。在 MV 影像中，特別用繪畫手法呈現了她的生命過程中媽媽陪伴在身邊的點點滴滴，短短數秒的虛實卻是最深最慟的思念。而 MV 最後的點燈隱喻，更象徵著:每一盞燈都是一款記憶，一個希望，一縷思念及一種祝福。這也是方季惟想要傳遞給大家能量的方式之一。 可能是這張專輯初心發想的善念，拍攝的過程異常順遂。不僅借到了不對外開放的一座處於山林間的修行會所，更奇妙的是在深山草林間的拍攝環境，現場居然沒有一位工作人員被蚊蟲叮咬。大家直呼：連上天萬物都感受到方季惟想帶給大家祝福的這份心意了。 |
| 21 | 祝福された時間 祝福的時光 | 2020年4月15日 | 國語  | 華納國際音樂股份有限公司 | 曲目 CD 1. 祝福的時光 2. 祝福的時光（吉他純享版） | 距離上一張迷你專輯，時隔兩年，方季惟再推新單曲作品《祝福された時間～祝福的時光》。 歷經了前幾年照顧父母，淡出工作，到雙親的相繼離開，及心情的沉淺轉變，方季惟將用不同的面貌心情，詮釋生活中的新感受。 由製作人一手量身打造的全新單曲，有別於以往方季惟情歌唱片專輯中的音樂風格。改以中板輕快的曲風，簡單的旋律⋯就像走在路上可以輕鬆哼唱的音符，無負擔、輕鬆的透明感，重新定位方季惟帶給人的溫暖形象及正面能量。 這次音樂錄影帶裡，導演用了許多照片串起故事畫面，陽明山上、日本的鄕林步道，都是生活、旅行中充滿幸福回憶的場景⋯。音樂中也傳達了方季惟現階段面對生活的態度及勇氣。 現在的方季惟比起以前，更多時候得一個人獨自面對許多事情，內心當中也變得更加勇敢、堅強。少了內心的許多掛礙，告別了憂傷⋯，生活自然也更顯簡單。在這次歌曲的演唱詮釋，方季惟更是有別於以往的唱腔，多了一份自在。在春暖花開的四月天音樂上線發行，方季惟要把這份滿滿的幸福感和所有人分享。 |

### 電影/電視劇主題曲/片頭曲/片尾曲/廣告歌
| 年份   | 歌名                 | 戲劇                             |
| 1987年 | 昨日夢已遠           | 台視電視劇《昨日夢已遠》片頭曲   |
| 1987年 | 寫在記憶裏           | 台視電視劇《昨日夢已遠》片尾曲   |
| 1988年 | 兩個口袋             | 央視動畫大戲《百吉學堂》的片尾曲 |
| 1988年 | 含淚的眼             | 中視錦繡坊《愛的謊言》片尾曲     |
| 1988年 | 陽光的金翅膀         | 萊禮自行車廣告歌                 |
| 1989年 | 一生只愛一次         | 中視黃金劇場《星夜的天空》主題曲 |
| 1989年 | 將世界的心擁在一起   | 聯合勸募活動主題曲               |
| 1989年 | 我的愛那麼容易受傷害 | 中視花系列《茉莉花開》片尾曲     |
| 1990年 | 給我一份關心的愛     | 1990世界地球日主題曲             |
| 1990年 | 聽說你離開他         | 中視電視劇《浴火鳳凰》片頭曲     |
| 1991年 | 恨在今天再相遇       | 電影《賭俠II之上海灘賭聖》主題曲 |
| 1991年 | 怨蒼天變了心         | 電影《賭俠II之上海灘賭聖》主題曲 |
| 1991年 | 不明白的相遇         | 中視花系列《菟絲戀》片頭曲       |
| 1991年 | 時間不夠嗎           | 中視花系列《菟絲戀》片尾曲       |
| 1992年 | 想你想到夢裡頭       | 中視錦繡劇場《回首天已藍》片頭曲 |
| 1992年 | 如果真的這樣走       | 中視錦繡劇場《誰騙了我》片尾曲   |
| 1993年 | 心星                 | 台視電視劇《警花緣》片尾曲       |
| 1998年 | 直到永遠             | 電視劇《天下有情之天涯路》主題曲 |
| 1999年 | 我沒有錯             | 中國電視劇《危險遊戲》主題曲     |
| 2006年 | 原諒                 | 大愛劇場《生命圓舞曲》片尾曲     |

### 單曲/合輯/其他歌手專輯
| 年份   | 歌名 | 專輯                                      |
| 1988年 | 問你有没有 | 我不知道 問你有沒有(新加坡版)             |
| 1988年 | 戀你依舊 | 我不知道 問你有沒有(新加坡版)             |
| 1990年 | 給我一份關心的愛（合唱） | 滿街都是寂寞的朋友嗎                      |
| 1990年 | 將世界的心擁在一起（合唱） | 將世界的心擁在一起（合輯）                |
| 1990年 | 不再追逐的夢 | 將世界的心擁在一起（合輯）                |
| 1990年 | 聽說你離開他（合唱） | 聽說你離開他                              |
| 1990年 | 唱不完的歌（合唱） | CINEPOLY 5TH ANNIVERSARY（合輯）          |
| 1990年 | 答應我 | 夜夜抱著歉意入眠（香港版）                |
| 1990年 | 我的愛那麼容易受傷害 借過我的愛情 含淚的眼 夜夜抱著歉意入眠 你說 心痛不再有 一生只愛一次 悔 給我一份關心的愛（合唱）將世界的心擁在一起（合唱）我曾用心愛著你（合唱）不要問我為什麼（合唱）於是我學會了原諒（合唱）滄海桑田（合唱） | 重力加速度（合輯）                        |
| 1992年 | 如果抱著你的時間長一點 | 摘下面具與我共舞（合輯）                  |
| 1997年 | 海鷗飛呀飛 (Hip Hop Mix) | High 強力舞曲總動員（合輯）               |
| 1999年 | 嘸免驚（合唱） | 給女人多愛一點 讓台灣的女性嘸免驚（合輯） |
| 1999年 | 血緣 |                                           |
| 1999年 | 我沒有錯 |                                           |
| 2003年 | 隔海相望（合唱版） | 幸福在哪里                                |
| 2005年 | 天上的禮物 |                                           |
|        | 唵嘛呢叭咪吽 |                                           |
|        | 綠度母心咒 |                                           |
|        | 財神總咒 |                                           |
| 2006年 | 原諒（獨唱版） |                                           |
| 2006年 | 原諒（合唱版） | 生命圓舞曲（合輯）                        |
| 2012年 | 順走天星（合唱版） | 順走天星                                  |
| 2012年 | 想你想到夢裡頭（合唱版） | 順走天星                                  |

### 個人演唱會
2012年12月29日 《真情最美》演唱會
2018年7月6日 《時。 光的祝福》演唱會
2023年9月10日《2023軍中情人方季惟 35 週年個人演唱會》

## 戲劇演出

### 電視劇
| 年份   | 頻道         | 劇名                | 飾演   |
| 1986年 | 中視         | 上錯天堂投錯胎      |        |
| 1989年 | 華視         | 海鷗飛處彩雲飛      | 周翠薇 |
| 1999年 |              | 危險遊戲            | 姚思丹 |
| 2000年 |              | 陸小鳳之決戰前後    | 孫秀青 |
| 2001年 |              | 陸小鳳之鳳舞九天    | 孫秀青 |
| 2005年 | 大愛電視     | 明月照紅塵          | 游陳亊 |
| 2006年 | 大愛電視     | 生命圓舞曲          | 林勝勝 |
| 2007年 | 大愛電視     | 大地之子            | 記者   |
| 2007年 | 大愛電視     | 歡喜有緣-後山土地公 | 秋穎   |
| 2008年 | 大愛電視     | 情緣路              | 林勝勝 |
| 2015年 | 三立台灣台   | 思慕的人            | 陳秀菊 |
| 2016年 | TVBS歡樂台   | 在一起，就好        | 李娜   |
| 2020年 | HBO HBO Asia | 戒指流浪記          | 黃秋和 |
| 2021年 | 大愛電視     | 觀音對我笑          | 游巧玲 |

### 電影
| 年份   | 片名                       | 飾演                        |
| 1987年 | 失踪人口                   | 葉純麗                      |
| 1987年 | 九美圖                     | 唐伯虎大老婆                |
| 1987年 | 舞女情挑                   | 張蘭芬                      |
| 1991年 | 赌侠2之上海滩赌圣 (台灣版) | 如仙 / 如夢                 |
| 2009年 | 彈道                       | 夏小荷/副總統（影射呂秀蓮） |
| 2014年 | 同學會                     | 林美琪                      |
| 2017年 | 惡魔校花放過我             | 安晨                        |
| 2017年 | 兵荒馬亂的愛情             | 方季惟                      |
| 2019年 | 大三元                     | 盛金梅                      |
| 2020年 | 喜從天降                   | 范委員                      |
| 2023年 | 覺醒                       | 高中老師                    |
| 2025年 | 曙光詐現                   | 刑警大隊長(方怡)            |

## 主持代言

### 主持節目
- 我要音樂台DJ（2000年，應邀音樂人陳樂融）之約主持《心靈小品音樂》等節目
- 北京,哈爾濱,主持台灣過年節目
- 國外法國,主持,介紹 XO, 香濱等制造過程
- 台灣大膽島,金門,主持軍人的過年節目
- 到日本主持外景節目,
- 可愛的動物-台灣外景節目
- 2023年2月4日-2月18日  東森綜合台 《花甲少年趣旅行》第三季 高雄 實境節目

### 代言廣告
- 德國沛優絲頭皮護理產品
- 歐斯麥餅乾
- 萊禮自行車
- TOSHIBA錄放影機
- FIDO DIDO洗髮精
- 日本鐵骨飲料
- MIZUNO 美津濃運動服
- 超級靈芝
- 希望珍珠

## 綜藝節目
- 2023年3/23 東森綜合台 小姐不熙娣

## 個人著作

### 詞曲創作
- 情是太極(詞)
- 我的唯一(詞)
- 飛翔吧(詞曲)
- 不分色(詞)
- 我只是一個音樂人(詞)
- 我的愛那麼容易受傷害(詞)
- 虞美人(曲)
- 走過傷心(詞)
- 同樣的錯(詞)
- 叫我如何溫柔(詞)
- 心痛不再有(詞)

### 書籍
- 中國時報每周的漫畫加文章- 1989年9月–12月,每周五連續3個月
- 《攝影輯》1990年7月6日
- 《愛情的故事》1991年，合森文化事業有限公司，ISBN 9789579579353
- 《歲月釀的檸檬紅茶:快樂小孩方季惟將時光化做美好祝福，寫給終將成為大人的你》2020年5月，天下生活出版，ISBN 9789869898904